# Lindbergtinden
De Lindbergtinden is een berg behorende bij de gemeente Lom in de provincie Oppland in Noorwegen. De berg, gelegen in Nationaal park Jotunheimen, heeft een hoogte van 2120 meter.
De Lindbergtindenis onderdeel van het gebergte Jotunheimen.